# Diss (Norfolk)
Pour les articles homonymes, voir diss.
Diss est un bourg et un quartier électoral du sud de Norfolk, en Angleterre, près de la frontière entre Norfolk et Suffolk. Il avait une population de 7 572 en 2011. La gare de Diss est sur la Great Eastern Main Line de Londres à Norwich. La ville se trouve dans la vallée de la rivière Waveney, autour d'un simple couvrant 6 acres (2,4 ha) et jusqu'à 18 pieds (5,5 m) de profondeur, bien qu'il y ait encore 51 pieds (16 m) de boue